# Temporada 1968 del fútbol chileno
La Temporada 1968 del fútbol chileno abarca todas las actividades relativas a campeonatos de fútbol profesional, nacionales e internacionales, disputados por clubes chilenos, y por las selecciones nacionales de este país, en sus diversas categorías, durante el año 1968.

## Torneos locales

### Primera División

#### Tabla final

##### Torneo Metropolitano
| Pos | Equipo               | PJ | PG | PE | PP | GF | GC | Dif | Pts |
| --- | -------------------- | -- | -- | -- | -- | -- | -- | --- | --- |
| 1   | Universidad de Chile | 14 | 9  | 1  | 4  | 34 | 18 | 16  | 19  |
| 2   | Audax Italiano       | 14 | 5  | 7  | 2  | 26 | 23 | 3   | 17  |
| 3   | Universidad Católica | 14 | 5  | 4  | 5  | 17 | 16 | 1   | 14  |
| 4   | Santiago Morning     | 14 | 5  | 4  | 5  | 28 | 38 | -10 | 14  |
| 5   | Colo-Colo            | 14 | 4  | 5  | 5  | 30 | 25 | 5   | 13  |
| 6   | Unión Española       | 14 | 5  | 3  | 6  | 25 | 24 | 1   | 13  |
| 7   | Palestino            | 14 | 4  | 5  | 5  | 23 | 23 | 0   | 13  |
| 8   | Magallanes           | 14 | 2  | 5  | 7  | 18 | 34 | -16 | 9   |

PJ=Partidos jugados; PG=Partidos ganados; PE=Partidos empatados; PP=Partidos perdidos; GF=Goles a favor; GC=Goles en contra; Dif=Diferencia de gol; Pts=Puntos
|  | Clasifica al Torneo Nacional. |
|  | Juega ronda de desempate.     |

###### Desempate 5º Lugar
| Pos | Equipo         | PJ | PG | PE | PP | GF | GC | Dif | Pts |
| --- | -------------- | -- | -- | -- | -- | -- | -- | --- | --- |
| 1   | Palestino      | 2  | 1  | 1  | 0  | 3  | 1  | 2   | 3   |
| 2   | Colo-Colo      | 2  | 1  | 0  | 1  | 4  | 3  | 1   | 2   |
| 3   | Unión Española | 2  | 0  | 1  | 1  | 0  | 3  | -3  | 1   |

PJ=Partidos jugados; PG=Partidos ganados; PE=Partidos empatados; PP=Partidos perdidos; GF=Goles a favor; GC=Goles en contra; Dif=Diferencia de gol; Pts=Puntos
|  | Clasifica al Torneo Nacional. |

| 7 de agosto de 1968 | Palestino | 0 : 0 | Unión Española | Estadio Nacional, Santiago                            |  |
|                     |           |       |                | Asistencia: 11.138 espectadores Árbitro(s): J. Cruzat |  |

| 11 de agosto de 1968 | Palestino                                 | 3 : 1 | Colo-Colo  | Estadio Nacional, Santiago                             |                                                        |
|                      | Villagarcía 35' · Riveros 37' · Moris 71' |       | Zelada 45' | Asistencia: 30.315 espectadores Árbitro(s): D. Massaro | Asistencia: 30.315 espectadores Árbitro(s): D. Massaro |

| 15 de agosto de 1968 | Colo-Colo                                   | 3 : 0 | Unión Española | Estadio Nacional, Santiago                                |                                                           |
|                      | Valdés 27' · Beiruth 34' · Valenzuela 36' · |       |                | Asistencia: 18.123 espectadores Árbitro(s): R. Hormazábal | Asistencia: 18.123 espectadores Árbitro(s): R. Hormazábal |

##### Torneo Provincial
| Pos | Equipo              | PJ | PG | PE | PP | GF | GC | Dif | Pts |
| --- | ------------------- | -- | -- | -- | -- | -- | -- | --- | --- |
| 1   | Deportes Concepción | 18 | 8  | 7  | 3  | 23 | 12 | 11  | 23  |
| 2   | Santiago Wanderers  | 18 | 7  | 7  | 4  | 23 | 15 | 8   | 21  |
| 3   | Huachipato          | 18 | 6  | 8  | 4  | 28 | 14 | 14  | 20  |
| 4   | Green Cross-Temuco  | 18 | 8  | 4  | 6  | 21 | 18 | 3   | 20  |
| 5   | Rangers             | 18 | 3  | 11 | 4  | 14 | 16 | -2  | 17  |
| 6   | Deportes La Serena  | 18 | 6  | 5  | 7  | 14 | 17 | -3  | 17  |
| 7   | Unión La Calera     | 18 | 6  | 5  | 7  | 18 | 25 | -7  | 17  |
| 8   | Everton             | 18 | 6  | 5  | 7  | 24 | 32 | -8  | 17  |
| 9   | Unión San Felipe    | 18 | 5  | 5  | 8  | 24 | 32 | -8  | 15  |
| 10  | O'Higgins           | 18 | 5  | 3  | 10 | 22 | 30 | -8  | 13  |

PJ=Partidos jugados; PG=Partidos ganados; PE=Partidos empatados; PP=Partidos perdidos; GF=Goles a favor; GC=Goles en contra; Dif=Diferencia de gol; Pts=Puntos
|  | Clasifica al Torneo Nacional. |
|  | Juega ronda de desempate.     |

###### Desempate 5º Lugar
| Pos | Equipo             | PJ | PG | PE | PP | GF | GC | Dif | Pts |
| --- | ------------------ | -- | -- | -- | -- | -- | -- | --- | --- |
| 1   | Everton            | 3  | 2  | 0  | 1  | 8  | 3  | 5   | 4   |
| 2   | Deportes La Serena | 3  | 2  | 0  | 1  | 5  | 3  | 2   | 4   |
| 3   | Rangers            | 3  | 2  | 0  | 1  | 4  | 5  | -1  | 4   |
| 4   | Unión La Calera    | 3  | 0  | 0  | 3  | 2  | 8  | -6  | 0   |

PJ=Partidos jugados; PG=Partidos ganados; PE=Partidos empatados; PP=Partidos perdidos; GF=Goles a favor; GC=Goles en contra; Dif=Diferencia de gol; Pts=Puntos
|  | Clasifica al Torneo Nacional. |

1º Fecha
| 21 de agosto de 1968 | Deportes La Serena | 2 : 1 | Everton      | Estadio Santa Laura, Santiago                          |                                                        |
|                      | Aracena 53', 87'   |       | Martínez 37' | Asistencia: 10.825 espectadores Árbitro(s): D. Massaro | Asistencia: 10.825 espectadores Árbitro(s): D. Massaro |

| 21 de agosto de 1968 | Rangers                       | 3 : 0 | Unión La Calera | Estadio Santa Laura, Santiago                             |                                                           |
|                      | Scandoli 2', 14' · Suárez 25' |       |                 | Asistencia: 10.825 espectadores Árbitro(s): R. Hormazábal | Asistencia: 10.825 espectadores Árbitro(s): R. Hormazábal |

2º Fecha
| 24 de agosto de 1968 | Deportes La Serena | 0 : 1 | Rangers  | Estadio Santa Laura, Santiago                      |                                                    |
|                      |                    |       | Díaz 47' | Asistencia: 9.624 espectadores Árbitro(s): J. Amor | Asistencia: 9.624 espectadores Árbitro(s): J. Amor |

| 24 de agosto de 1968 | Everton              | 2 : 1 | Unión La Calera | Estadio Santa Laura, Santiago                         |                                                       |
|                      | Henry 3' · Rojas 80' |       | Graffigna 23'   | Asistencia: 9.624 espectadores Árbitro(s): D. Massaro | Asistencia: 9.624 espectadores Árbitro(s): D. Massaro |

3º Fecha
| 25 de agosto de 1968 | Everton                                                 | 5 : 0 | Rangers | Estadio Santa Laura, Santiago                            |                                                          |
|                      | Begorre 32' · Rojas 34', 43' · Escudero 47' · Henry 86' |       |         | Asistencia: 6.627 espectadores Árbitro(s): Carlos Robles | Asistencia: 6.627 espectadores Árbitro(s): Carlos Robles |

| 25 de agosto de 1968                                                            | Deportes La Serena           | 3 : 1 | Unión La Calera   | Estadio Santa Laura, Santiago                                |                                                              |
|                                                                                 | Aracena 23', 79' · Leiva 33' |       | Mesías 40' (pen.) | Asistencia: 6.627 espectadores Árbitro(s): Rafael Hormazábal | Asistencia: 6.627 espectadores Árbitro(s): Rafael Hormazábal |
| Árbitro Rafael Hormazábal fue reemplazado por Hugo Durán, en el segundo tiempo. |                              |       |                   |                                                              |                                                              |

##### Torneo Promocional
Los 4 primeros juegan la serie A para definir al 11° puesto. Los 4 últimos juegan la serie B para definir al equipo descendido de la temporada.
| Pos | Equipo             | PJ | PG | PE | PP | GF | GC | Dif | Pts |
| --- | ------------------ | -- | -- | -- | -- | -- | -- | --- | --- |
| 1   | Colo-Colo          | 14 | 9  | 5  | 0  | 37 | 17 | 20  | 23  |
| 2   | Unión Española     | 14 | 8  | 2  | 4  | 32 | 25 | 7   | 18  |
| 3   | Magallanes         | 14 | 5  | 6  | 3  | 29 | 24 | 5   | 16  |
| 4   | Rangers            | 14 | 5  | 5  | 4  | 16 | 22 | -6  | 15  |
| 5   | Unión La Calera    | 14 | 4  | 4  | 6  | 27 | 22 | 5   | 12  |
| 6   | Deportes La Serena | 14 | 3  | 5  | 6  | 14 | 21 | -7  | 11  |
| 7   | O'Higgins          | 14 | 3  | 3  | 8  | 19 | 35 | -16 | 9   |
| 8   | Unión San Felipe   | 14 | 2  | 4  | 8  | 18 | 26 | -8  | 8   |

PJ=Partidos jugados; PG=Partidos ganados; PE=Partidos empatados; PP=Partidos perdidos; GF=Goles a favor; GC=Goles en contra; Dif=Diferencia de gol; Pts=Puntos
|  | Juega la Serie A. |

###### Serie A
| Pos | Equipo         | PJ | PG | PE | PP | GF | GC | Dif | Pts |
| --- | -------------- | -- | -- | -- | -- | -- | -- | --- | --- |
| 1   | Colo-Colo      | 6  | 5  | 0  | 1  | 24 | 11 | 13  | 10  |
| 2   | Unión Española | 6  | 4  | 1  | 1  | 17 | 10 | 7   | 9   |
| 3   | Rangers        | 6  | 1  | 1  | 4  | 10 | 15 | -5  | 3   |
| 4   | Magallanes     | 6  | 1  | 0  | 5  | 7  | 22 | -15 | 2   |

###### Serie B
| Pos | Equipo             | PJ | PG | PE | PP | GF | GC | Dif | Pts |
| --- | ------------------ | -- | -- | -- | -- | -- | -- | --- | --- |
| 1   | Deportes La Serena | 6  | 4  | 0  | 2  | 13 | 9  | 4   | 8   |
| 2   | O'Higgins          | 6  | 4  | 0  | 2  | 10 | 8  | 2   | 8   |
| 3   | Unión La Calera    | 6  | 2  | 1  | 3  | 13 | 12 | 1   | 5   |
| 4   | Unión San Felipe   | 6  | 1  | 1  | 4  | 7  | 14 | -7  | 3   |

|  | Desciende a Segunda División. |

##### Torneo Nacional (Liguilla Final)
| Pos | Equipo               | PJ | PG | PE | PP | GF | GC | Dif | Pts |
| --- | -------------------- | -- | -- | -- | -- | -- | -- | --- | --- |
| 1   | Santiago Wanderers   | 18 | 11 | 3  | 4  | 37 | 20 | 17  | 25  |
| 2   | Universidad Católica | 18 | 10 | 4  | 4  | 42 | 25 | 17  | 24  |
| 3   | Universidad de Chile | 18 | 9  | 6  | 3  | 31 | 17 | 14  | 24  |
| 4   | Palestino            | 18 | 7  | 6  | 5  | 37 | 34 | 3   | 20  |
| 5   | Huachipato           | 18 | 7  | 3  | 8  | 18 | 20 | -2  | 17  |
| 6   | Audax Italiano       | 18 | 5  | 5  | 8  | 20 | 26 | -6  | 15  |
| 7   | Green Cross-Temuco   | 18 | 5  | 5  | 8  | 29 | 36 | -7  | 15  |
| 8   | Deportes Concepción  | 18 | 4  | 6  | 8  | 21 | 28 | -7  | 14  |
| 9   | Santiago Morning     | 18 | 5  | 4  | 9  | 32 | 46 | -14 | 14  |
| 10  | Everton              | 18 | 4  | 4  | 10 | 20 | 35 | -15 | 12  |

|  | Campeón. Clasifica a la Copa Libertadores 1969.  |
|  | Juega Partido de Desempate Por el Subcampeonato. |

##### Campeón
| Chile                        |
| Santiago Wanderers 4º Título |

##### Definición Por el Subcampeonato
| Pos | Equipo               | PJ | PG | PE | PP | GF | GC | Dif | Pts |
| --- | -------------------- | -- | -- | -- | -- | -- | -- | --- | --- |
| 1   | Universidad Católica | 2  | 1  | 0  | 1  | 2  | 2  | 0   | 2   |
| 2   | Universidad de Chile | 2  | 1  | 0  | 1  | 2  | 2  | 0   | 2   |

PJ=Partidos jugados; PG=Partidos ganados; PE=Partidos empatados; PP=Partidos perdidos; GF=Goles a favor; GC=Goles en contra; Dif=Diferencia de gol; Pts=Puntos
|  | Clasifica a la Copa Libertadores 1969. |

| 9 de enero de 1969 | Universidad Católica  | 1 : 0 | Universidad de Chile | Estadio Nacional, Santiago                               |                                                          |
|                    | Mario Livingstone 39' |       |                      | Asistencia: 33.224 espectadores Árbitro(s): Jorge Cruzat | Asistencia: 33.224 espectadores Árbitro(s): Jorge Cruzat |

| 11 de enero de 1969                                                                                    | Universidad de Chile   | 2 : 1 | Universidad Católica | Estadio Nacional, Santiago                               |                                                          |
| | Marcos 70' · Hodge 76' |       | Juan Herrera 48'     | Asistencia: 63.720 espectadores Árbitro(s): Jorge Cruzat | Asistencia: 63.720 espectadores Árbitro(s): Jorge Cruzat |
| Universidad Católica clasifica a la Copa Libertadores 1969 por mejor diferencia de goles en el torneo. |                        |       |                      |                                                          |                                                          |

### Segunda División

#### Primera Fase
| Pos | Equipo                | PJ | PG | PE | PP | GF | GC | Dif | Pts |
| --- | --------------------- | -- | -- | -- | -- | -- | -- | --- | --- |
| 1   | Lister Rossel         | 26 | 14 | 5  | 7  | 44 | 31 | 13  | 33  |
| 2   | Lota Schwager         | 26 | 13 | 5  | 8  | 59 | 38 | 21  | 31  |
| 3   | Ñublense              | 26 | 12 | 7  | 7  | 42 | 31 | 11  | 31  |
| 4   | Antofagasta Portuario | 26 | 14 | 3  | 9  | 47 | 36 | 11  | 31  |
| 5   | Universidad Técnica   | 26 | 11 | 7  | 8  | 51 | 34 | 17  | 29  |
| 6   | Coquimbo Unido        | 26 | 11 | 7  | 8  | 39 | 31 | 8   | 29  |
| 7   | San Luis de Quillota  | 26 | 11 | 6  | 9  | 35 | 30 | 5   | 28  |
| 8   | Trasandino            | 26 | 9  | 8  | 9  | 39 | 40 | -1  | 26  |
| 9   | Ferrobádminton        | 26 | 10 | 6  | 10 | 34 | 35 | -1  | 26  |
| 10  | Municipal de Santiago | 26 | 10 | 5  | 11 | 39 | 39 | 0   | 25  |
| 11  | Naval                 | 26 | 9  | 7  | 10 | 37 | 40 | -3  | 25  |
| 12  | Colchagua             | 26 | 8  | 6  | 12 | 35 | 46 | -11 | 22  |
| 13  | San Antonio Unido     | 26 | 5  | 9  | 12 | 43 | 56 | -13 | 19  |
| 14  | Iberia-Puente Alto    | 26 | 3  | 3  | 20 | 24 | 81 | -57 | 9   |

PJ=Partidos jugados; PG=Partidos ganados; PE=Partidos empatados; PP=Partidos perdidos; GF=Goles a favor; GC=Goles en contra; Dif=Diferencia de gol; Pts=Puntos
|  | Clasifica a la liguilla por el campeonato |

#### Liguilla Por el Título
| Pos | Equipo                | PJ | PG | PE | PP | GF | GC | Dif | Pts |
| --- | --------------------- | -- | -- | -- | -- | -- | -- | --- | --- |
| 1   | Antofagasta Portuario | 14 | 11 | 2  | 1  | 28 | 12 | 16  | 24  |
| 2   | San Luis de Quillota  | 14 | 9  | 2  | 3  | 32 | 17 | 15  | 20  |
| 3   | Lota Schwager         | 14 | 5  | 4  | 5  | 16 | 20 | -4  | 14  |
| 4   | Lister Rossel         | 14 | 4  | 5  | 5  | 15 | 18 | -3  | 13  |
| 5   | Universidad Técnica   | 14 | 4  | 3  | 7  | 25 | 26 | -1  | 11  |
| 6   | Coquimbo Unido        | 14 | 4  | 3  | 7  | 24 | 29 | -5  | 11  |
| 7   | Ñublense              | 14 | 3  | 4  | 7  | 18 | 23 | -5  | 10  |
| 8   | Trasandino            | 14 | 3  | 3  | 8  | 10 | 23 | -13 | 9   |

PJ=Partidos jugados; PG=Partidos ganados; PE=Partidos empatados; PP=Partidos perdidos; GF=Goles a favor; GC=Goles en contra; Dif=Diferencia de gol; Pts=Puntos
|  | Campeón. Asciende a Primera División |

#### Liguilla Por el Descenso
| Pos | Equipo                | PJ | PG | PE | PP | GF | GC | Dif | Pts |
| --- | --------------------- | -- | -- | -- | -- | -- | -- | --- | --- |
| 1   | Colchagua             | 10 | 5  | 5  | 0  | 22 | 15 | 7   | 15  |
| 2   | Naval                 | 10 | 6  | 2  | 2  | 23 | 14 | 9   | 14  |
| 3   | Municipal de Santiago | 10 | 5  | 2  | 3  | 23 | 15 | 8   | 12  |
| 4   | San Antonio Unido     | 10 | 3  | 3  | 4  | 11 | 16 | -5  | 9   |
| 5   | Ferrobádminton        | 10 | 3  | 0  | 7  | 24 | 28 | -4  | 6   |
| 6   | Iberia-Puente Alto    | 10 | 1  | 2  | 7  | 13 | 28 | -15 | 4   |

PJ=Partidos jugados; PG=Partidos ganados; PE=Partidos empatados; PP=Partidos perdidos; GF=Goles a favor; GC=Goles en contra; Dif=Diferencia de gol; Pts=Puntos
|  | Descenso suspendido |

#### Campeón
| Campeón Antofagasta Portuario Asciende a Primera División |